# Тейлор Маккіоун
Тейлор Маккіоун (англ. Taylor McKeown, нар. 17 березня 1995, Редкліфф, Австралія) — австралійська плавчиня, срібна призерка Олімпійських ігор 2016 року.

## Виступи на Олімпійських іграх
| Олімпіада | Дисципліна         | Місце |
| --------- | ------------------ | ----- |
| Ріо 2016  | 100 м брасом       | 11    |
| Ріо 2016  | 200 м брасом       | 5     |
| Ріо 2016  | 4×100 м комплексом | 2     |